# Villla Batabia
Villla Batabia är en ort i Mexiko.   Den ligger i kommunen Puebla och delstaten Puebla, i den sydöstra delen av landet, 110 km öster om huvudstaden Mexico City. Villla Batabia ligger 2 111 meter över havet och antalet invånare är 184.
Terrängen runt Villla Batabia är platt västerut, men österut är den kuperad. Runt Villla Batabia är det mycket tätbefolkat, med 2 614 invånare per kvadratkilometer. Närmaste större samhälle är Puebla de Zaragoza, 6,5 km nordväst om Villla Batabia. Trakten runt Villla Batabia består till största delen av jordbruksmark.